# La Croix-Valmer
La Croix-Valmer är en kommun i departementet Var i regionen Provence-Alpes-Côte d'Azur i sydöstra Frankrike. Kommunen ligger i kantonen Saint-Tropez som tillhör arrondissementet Draguignan. År 2022 hade La Croix-Valmer 3 832 invånare.

## Befolkningsutveckling
Antalet invånare i kommunen La Croix-Valmer
| Referens: INSEE |